# Françoise Moreau
Œuvres principales
Eau Forte (2001),  Des gourmandises sur l’étagère (2002), L'ardoise (2003), Jamais de la vie (2007)
Françoise Moreau, née en 1952 à Fay-de-Bretagne (Loire Inférieure), est une écrivaine et poétesse française. Elle publie également pour la littérature d'enfance et de jeunesse et est couronnée de nombreux prix.

## Biographie
Françoise Moreau fait des études de lettres. Elle participe à la création de l'association 7 poètes en pays nantais. Elle écrit pour Pomme d'Api et Les Belles Histoires chez Bayard Jeunesse. Elle participe à la foire du livre de Bruxelles en 2023.
Elle vit à Blain (Loire-Atlantique) depuis 1984.

## Œuvres et Publications[3]
- Eau-forte, L'Escarbille, 128p, 2001,  (ISBN 978-2913399181)
- Des gourmandises sur l’étagère, Collection Feux Follets, L'Escarbille, 2002 (nouvelle édition L’œil ébloui, 2021),  (ISBN 9782913399068)
- L’ardoise, Amers, 188p, 2003,  (ISBN 978-2848160061)
- Ah pourquoi Pépita, Diabase, 124p, 2005,  (ISBN 978-2911438356)
- Jamais de la vie, Diabase, 2007,  (ISBN 978-2911438516)
- Un envol de pigeons écarlates, Diabase, 94p, 2009,  (ISBN 978-2911438646)
- Colimaçon, Diabase, 128p, 2012,  (ISBN 978-2911438806)
- Le petit Français, Diabase, 151p, 2013,  (ISBN 978-2911438899)
- Vinyle face B, Diabase, 155p, 2015,  (ISBN 978-2372030076)
- Les dits de Nantes, L’œil ébloui, 84p, 2015,  (ISBN 978-2954143255)
- Oublié dans la rivière, L’œil ébloui, 100p, 2020,  (ISBN 978-2490364152)[4]

### Littérature jeunesse
- Le placard aux sorcières, Illustrations de David Parkins, Collection Les Belles Histoires, Bayard Jeunesse, 32p,  (ISBN 979-10-363-3647-8)

### Poésie et poèmes en prose
- Riches petites heures, À Contre-Silence, 1991
- Tout est bien, Echo-Optique/Siloë, 1996
- Au vent qui en voit d’autres, Moraines, 1997
- L’œil gauche de l’infante, Le chat qui tousse, 1999

## Prix et distinctions[2]
Eau Forte (2001)
- Prix national des comités d’entreprises

L'ardoise (2003)
- Prix des écrivains bretons
- Prix du second roman des Lions Club, 2004

Jamais de la vie (2007)
- Prix de la Ville de Carhaix 2008[5],[6]

Des gourmandises sur l’étagère (2002)
- Prix Pelloutier  ville de Saint-Nazaire, 2007
- Prix Loin du marketing, attribué par le libraire nazairien Gérard Lambert-Ullman, 2012[7]